# Riproduzione sessuata

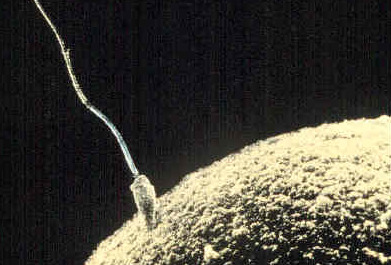
Fecondazione al microscopio elettronico

La riproduzione sessuata (o sessuale, o gametica, o anfigonia, o più semplicemente gamia) è la riproduzione originata  dall'unione di due cellule specializzate con corredo cromosomico aploide, i gameti, ciascuna prodotta da due organismi genitori di sesso diverso tramite la meiosi. Si tratta di un processo tipico degli organismi eucarioti.
Quando i gameti si fondono si ha l'immediata condivisione del citosol (plasmogamia), mentre fra questa e la cariogamia, cioè la fusione dei nuclei, passa un certo tempo, in genere molto piccolo, ma che a volte può essere molto più lungo.

## Classificazioni

### Gameti
In natura, si assiste ai vari stadi evolutivi che hanno portato i gameti da essere cellule del tutto uguali fra loro, a cellule specializzate, ognuna distinguibile dall'altra:
- Isogami: i due gameti che si incontrano sono del tutto uguali fra loro, e vengono chiamati "+" e "-" (segno opposto);[4]
- Anisogami e Eterogami: gli stadi intermedi fra gameti isogami e gameti oogami. I due gameti in questo caso si chiamano macro e microgamete, di cui il primo è grosso e parzialmente immobile, e il secondo è piccolo e più mobile;[4]
- Oogami: i due gameti che si incontrano sono completamente distinguibili l'uno dall'altro. Abbiamo infatti un gamete femminile chiamato oosfera (o ovulo) immobile e di notevole dimensioni rispetto al gamete maschile, contenente le sostanze di riserva per la successiva crescita dell'embrione, e il gamete maschile, anch'esso immobile (spermazio), o mobile, dotato di flagello in questo caso (spermatozoo), che ha come unico scopo quello di portare il suo nucleo cellulare all'interno del gamete femminile.[5]

Nell'essere umano la riproduzione è di tipo sessuale: si fondono due gameti (ovulo e spermatozoi) formando lo zigote. L'ovulo è il gamete femminile, nettamente più grande rispetto a quello maschile, chiamato spermatozoo, il quale è formato da due parti: la testa e la coda. La coda, o flagello, ha lo scopo di mobilitare lo spermatozoo fino alla cellula uovo. Nonostante la fecondazione rilasci milioni di spermatozoi, solo uno riuscirà a fecondare l'ovulo. 
Genitoriale
A seconda dei due genitori, possiamo avere forme di:
- Dioicismo: termine usato in botanica, indica che due sessi diversi sono rappresentati da due individui separati;
- Monoicismo o ermafroditismo: fra le piante, indica la presenza di due sessi su uno stesso individuo, ma in apparati distinti, maschili e femminili;[6] negli animali, indica la presenza dei due sessi nello stesso genitore. Si divide in:
  - Simultaneo: possessione di tutte e due le gonadi nello stesso momento, o di una gonade che produce sia spermi che uova;
  - Sequenziale: cambio di sesso (proterandrìa e proteroginìa);

### Meccanismi e modalità
Meccanismi e modalità attraverso i quali avviene la gamia:
- Ologamia: fusione di due organismi unicellulari;
- Gametangiogamia: fusione di gametocisti (organo unicellulare) o di gametangi (organo pluricellulari) per lasciar fondere i gameti;
- Somatogamia: fusione di due gameti di segno opposto;[4]
- Gametogamia: fusione di due gameti prodotti da gametocisti o da gametangi.[5] La fusione può avvenire in ambiente esterno o interno: nel primo caso l'incontro avviene all'esterno dell'organo sessuale femminile, ovvero nel mezzo acquatico (tipico degli organismi idrofili e igrofili);[7] nel secondo invece, l'incontro avviene all'interno dello stesso,[7] e si è evoluto in risposta allo spostamento della vita dall'acqua alla terra ferma (comporta l'accoppiamento).

La maggior parte dei mammiferi placentati (quelli della sottoclasse degli euteri) dispone di apparati e organi differenziati per l'escrezione di urina, feci, e per la riproduzione. Le sottoclassi dei  marsupiali e dei prototheria, come numerose altre classi, dispongono di un comune organo.

Aberrazioni della riproduzioni sessuale (in quanto pur essendoci gameti, non c'è nessuna gamia o ricombinazione successiva):
- Partenogenesi: riproduzione tramite sviluppo di gameti femminili senza fecondazione, si divide in obbligata (specie in cui sono rimaste solo femmine) e facoltativa, divisibile ulteriormente in telitoca, arrenotoca e deuterotoca;
- Ginogenesi o pseudocopula: simile alla partenogenesi con attivazione del processo da parte di uno spermatozoo, senza che però esso provochi fecondazione;
- Ibridogenesi: riproduzione anfigonica senza ricombinazione del materiale genetico, presente in accoppiamenti fra individui di diverse specie. Pur andando a forma il fenotipo di tutto l'organismo, il genotipo dell'ibrido, durante la produzione dei gameti, genererà solo ovuli e spermatozoi con il DNA materno.

## Cicli vitali

Ciclo sessuale in cui in rosso abbiamo l'aplofase e in blu la diplofase. Per la sua brevità, la dicariofase non è nemmeno considerata, ma si trova fra la punta della freccia rossa e la coda di quella blu.

Nel caso di cambiamento di ploidia quindi, abbiamo tre cicli vitali diversi:
- Ciclo vitale aplonte, tipico di batteri e funghi, dove lo zigote fa subito la meiosi;
- Ciclo vitale diplonte, tipico degli animali, dove lo zigote fa la mitosi per accrescere l'organismo;
- Ciclo vitale aplodiplonte, tipico delle piante superiori, con sporofito diploide e gametofito aploide.

Un tipo particolare di ciclo vitale è il ciclo vitale metagenetico, in cui abbiamo una specie biologica nella quale si distinguono alternanza di fasi nucleari e di generazioni.

### Alternanza di fase nucleare
La riproduzione sessuata prevede un'alternanza di generazione nucleare riassumibile in tre fasi delimitate da altrettanti passaggi tra una fase e l'altra.
- Diplofase
  - meiosi
- Aplofase
  - Plasmogamia
- Dicariofase
  - Cariogamia

Quindi vi è una continua staffetta di individui o cellule specializzate nella dispersione, di fasi 2n, n e n+n.

### Alternanza di generazione
L'alternanza di generazione invece, racchiude in sé un cambiamento dell'aspetto esteriore del ciclo biologico di una specie, nonché ovviamente quello cromosomico, in parallelo con l'alternanza di fase nucleare. Avviene in piante, protisti, funghi e alcuni animali.

## Bilancio

### Vantaggi
La sessualità è nata in risposta all'esigenza degli organismi, di fornire una più ampia variabilità alle loro linee genetiche. Questa variabilità è consentita dal crossing over durante la meiosi, e dalla ricombinazione di due patrimoni genetici distinti. Con l'aumento della variabilità quindi, aumenta anche le possibilità che ha una popolazione di superare la selezione naturale. La sessualità degli organismi pluricellulari però, a differenza di quelli unicellulari, non contribuisce alla crescita della popolazione, in quanto da due individui se ne forma solo uno. In questi casi la sessualità ha il fine di incrementare la variabilità genetica in una popolazione.
Grazie ad un corredo diploide poi, si possono "mascherare" le mutazioni deleterie.

### Svantaggi
Per potersi riprodurre, vi è il bisogno di trovarsi un compagno e la necessità di avere una complessità anatomica maggiore. Inoltre, gli individui ci perdono in geni trasferiti alle generazioni successive, perché se fossero autosufficienti, passerebbero a queste il 100% del loro DNA, e non soltanto il 50% come con la presenza dell'altro sesso. Questi svantaggi sono però più che compensati dall'aumentata fitness della prole.

## Corteggiamento

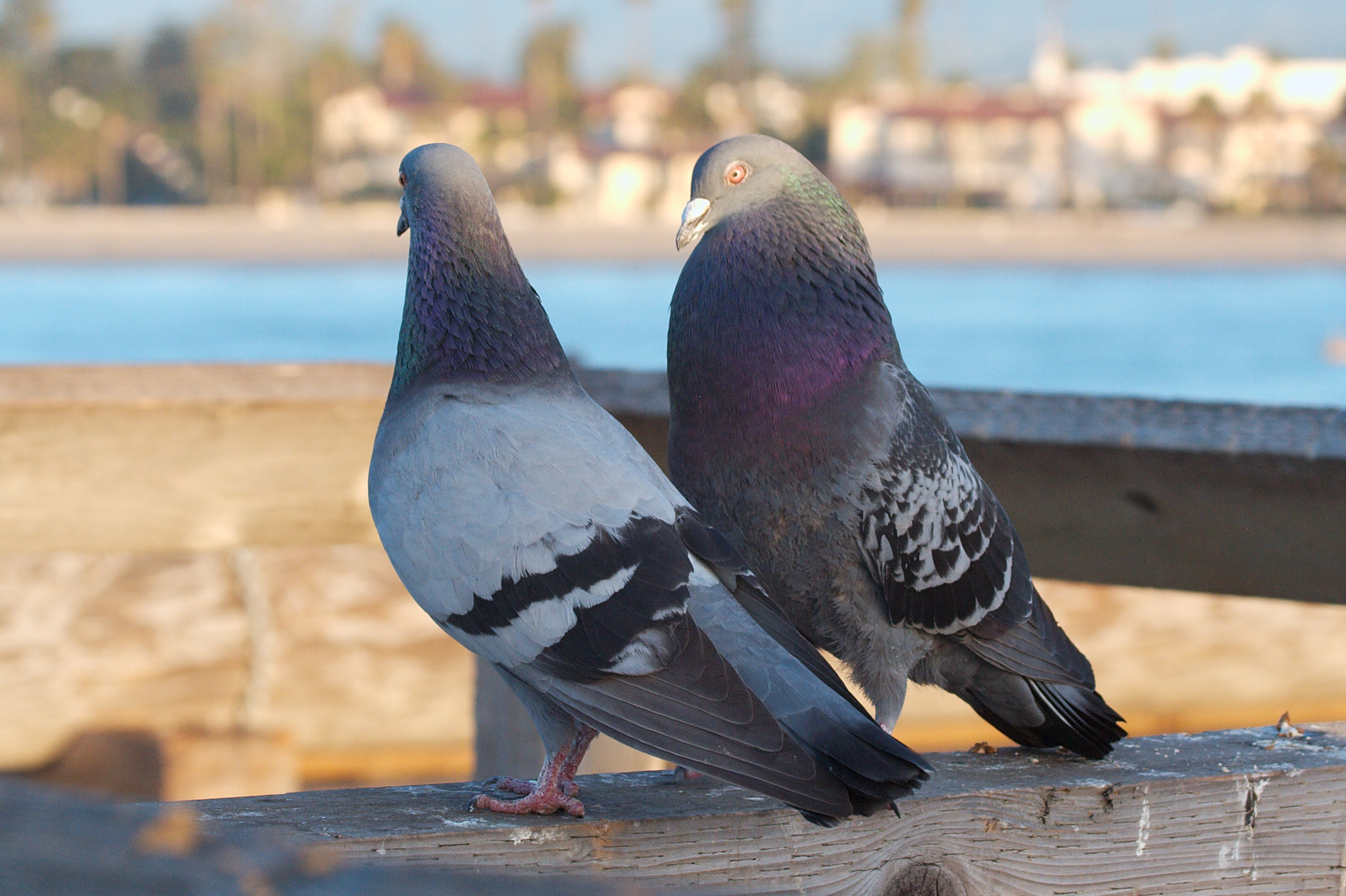
Maschio di piccione gonfia la gola davanti alla femmina per impressionarla

È un'attività tipica di animali con sistema nervoso più o meno strutturato. Col tempo si sono evoluti rituali d'accoppiamento molto complessi, anche se sono per la maggior parte guidati da moduli di azione fissa (F.A.P.). È il maschio in genere che lo intraprende, comincia e alla femmina tocca il compito di giudicare l'esibizione. Le tipologie di corteggiamento sono varie, e si tratta in genere di una prova che mette in mostra le doti fisiche e il buono stato di salute del corteggiatore (tramite danze, esibizioni o consegna di doni alla corteggiata).